# 海灘高爾夫

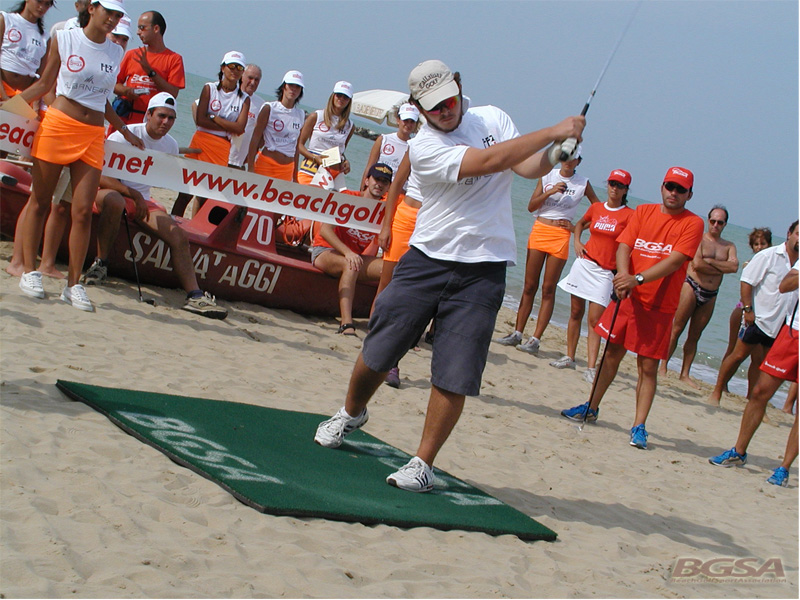
Golf in spiaggia durante l'evento Beach Golf '02

海滩高尔夫，是一种主要在沙滩尤其是沿海沙滩上进行的高尔夫球运动。它源于一个营销计划，其目的在于根除认为高尔夫是贵族运动和限制严格运动的偏见，同时去除传统高尔夫球运动的严格限制。海滩高尔夫比赛的场地长约2公里。两个队的队员应用尽可能少的杆数把球送到最后一个洞口，然后用球棒击打柔软的高尔夫球（扩大的聚氨酯球）。海滩高尔夫具有娱乐功能和作为营销工具的双重性。通过裁定的事件，它也用于促进满足公司、组织和商业合作伙伴在旅游和产品方面的一般性需求。

## 历史
1999年，海滩高尔夫产生于意大利的佩斯卡拉。毛羅·迪·馬可（会长）发明海滩高尔夫球运动。最初，它出自一个市场营销计划，其目的是根除那种认为高尔夫是限制严格的贵族运动的传统认识，并将其变为一项大众参与的运动。打海滩高尔夫球，最好是在夏季把人来人往的海滩变成真正的比赛场地，穿过沙滩伞和沐浴的人群，使他们成为比赛时的天然障碍物。没有像篱笆或其他类似的人工障碍物，这就使观众能够参与到比赛当中，从而创造出一个观众能够和球员互动的独特赛场。

## 高尔夫球队
每个队由两名队员组成，一个叫低障碍球手，一个叫高障碍球手。两个障碍球手的平均分数如带有小数，则只取其整数值（例如：平均值17.5，那么这个队的障碍球手得分是17），也就是说一个队阻碍球手的数量显示了该队从中受益取得进步的程度。

## 比赛规则

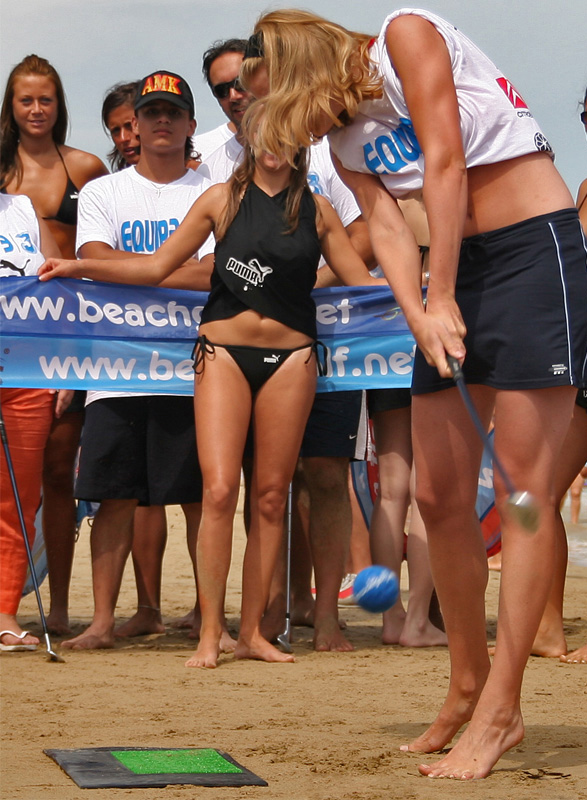
2006年海灘高爾夫大賽

海滩高尔夫没有特别的比赛规则。它的规则考虑到了各种情况。主要的规则是构成天然障碍物的人和物要在比赛路线上。

## 装备
高尔夫球运动的装备包括：一流的高尔夫球棒、加大的泡沫球和防护带。

## 球童
球童在比赛时兼任比赛裁判。因为球童要确保比赛以恰当安全的方式进行，所以她们的角色是很重要的。事实上，球童拿着保护带在赛场的周围，这样高尔夫球手就能放心地在游泳者、沙滩椅子和遮阳伞之间进行比赛了。

## 记分卡
记分卡一览表记录了队名和比赛的历史。它分9项：
1. 队名：有赞助商之一；
2. 第一个队员：姓名和低障碍球手；
3. 第二个队员：姓名和高障碍球手；
4. 球队的障碍手得分：总分的平均值舍去小数部分，保留整数部分作为最后分数
5. 得分：任何击球的得分；
6. 下降：任何下降的计分；
7. 点球：任何有效的点球要标志；
8. 高尔夫球的改进；记分员：包括在比赛中记录得分情况的球童

## 外部連結
- B.G.S.A.(Beach Golf Sport Association) （页面存档备份，存于）
- WEGOLF
- FIG （页面存档备份，存于）